# Oscar Ruggeri
Oscar Alfredo Ruggeri (* 26. Januar 1962 in Rosario) ist ein ehemaliger argentinischer Fußballspieler und ‑trainer.

## Karriere
Der Innenverteidiger Ruggeri begann seine Laufbahn bei den Boca Juniors gemeinsam mit Diego Maradona. Mit den Boca Juniors wurde er 1981 argentinischer Meister. 1985 wechselte er zum Erzrivalen River Plate und gewann 1986 die Copa Libertadores, die südamerikanische Champions League. Der kräftige, kopfballstarke Ruggeri wurde im gleichen Jahr mit der argentinischen Fußballnationalmannschaft bei der Fußball-Weltmeisterschaft 1986 in Mexiko Weltmeister. 1988 wechselte Ruggeri in die erste spanische Liga zu CD Logroñés und wurde 1990 mit Real Madrid spanischer Fußballmeister. 1990 wechselte er nach der Fußball-Weltmeisterschaft 1990 in Italien zurück nach Argentinien zu Vélez Sársfield. Bei der WM in Italien dirigierte er erneut die argentinische Abwehr. Seine Verteidigung musste in sieben Spielen nur vier Tore hinnehmen, verlor aber das Finale gegen Deutschland mit 0:1 durch ein Elfmetertor von Andreas Brehme. 1991 wurde Ruggeri als Argentiniens Sportler des Jahres (Olimpia de Oro) ausgezeichnet.
1994 nahm Ruggeri ein drittes Mal an einer Fußball-Weltmeisterschaft teil. In den USA verlor seine Mannschaft jedoch bereits im Achtelfinale gegen Rumänien. Ruggeri beendete danach als neuer Rekordnationalspieler nach 97 Länderspielen seine Nationalmannschaftskarriere. Erst Diego Simeone konnte seinen Rekord brechen.
1997 beendete er seine Laufbahn und arbeitet seitdem als Fußballtrainer. Von 1998 bis 2001 betreute er San Lorenzo und ging anschließend nach Mexiko, wo er Chivas de Guadalajara (2001–2002) und UAG Tecos (2003) trainierte. Es folgten kurze Engagements in Argentinien (CA Independiente 2003), Spanien (FC Elche 2003/2004) und Mexiko (Club América 2004). 2006 war er wieder Trainer bei San Lorenzo in Argentinien.

## Erfolge (als Spieler)
- Fußball-Weltmeisterschaft 1986 mit Argentinien
- Copa América 1991 und 1993 mit Argentinien
- Copa Libertadores 1986 mit River Plate
- Weltpokal 1986 mit River Plate
- Spanischer Meistertitel 1990 mit Real Madrid
- Argentinische Meistertitel: 1981 Metropolitano mit Boca Juniors, 1985/86 mit River Plate, 1995 Clausura mit San Lorenzo